# 鈴木春松
鈴木 春松（すずき はるまつ、1886年（明治19年）10月28日 - 1968年（昭和43年）9月30日）は、大日本帝国陸軍軍人。最終階級は陸軍中将。功三級。

## 経歴
1886年（明治19年）に神奈川県で生まれた。陸軍士官学校第20期、陸軍大学校第27期卒業。1932年（昭和7年）8月8日、陸軍歩兵大佐進級と同時に丸亀連隊区司令官に着任。1933年（昭和8年）9月に歩兵第61連隊長に転じ、1935年（昭和10年）3月に陸軍戸山学校幹事に就任した。
1937年（昭和12年）3月1日に陸軍少将進級と同時に近衛歩兵第2旅団長に着任。1938年（昭和13年）7月に第17歩兵団長（中支那派遣軍・第13軍・第17師団）に転じ、日中戦争に出動。武漢作戦では鈴木支隊を率いて戦い、作戦終了後は蘇州・徐州を根拠地とし、各種作戦に参加した。1939年（昭和14年）8月1日に陸軍中将に進級と同時に留守第20師団長に就任し、1940年（昭和15年）1月23日に待命、1月31日に予備役に編入された。1945年（昭和20年）3月31日に召集され、横浜連隊区司令官兼横浜地区司令官に就任した。
1947年（昭和22年）11月28日、公職追放仮指定を受けた。